# 梅爾羅斯鎮區 (伊利諾伊州克拉克縣)
梅爾羅斯鎮區（英語：Melrose Township）是位於美國伊利諾伊州克拉克縣的一個行政鎮區。

## 地方資料
根據2010年美國人口普查的數據，梅爾羅斯鎮區的面積為85.40平方千米，當中陸地面積為85.20平方千米，而水域面積為0.90平方千米。當地共有人口345人，而人口密度為每平方千米4.04人。